# Березовиця-Острів
Березови́ця-О́стрів — вузлова залізнична станція Тернопільської дирекції Львівської залізниці.
Розташована на одноколійній неелектрифікованій залізниці в смт Велика Березовиця Тернопільського району з боку села Острів на перетині двох ліній Тернопіль — Біла-Чортківська та Березовиця-Острів — Ходорів.
Сусідня станція з півночі — Тернопіль (7 км). За південною горловиною йде розгалуження. Одна колія йде на Ходорів, а друга веде в бік Коломиї та Іване-Пустого. Наступний зупинний пункт на південь — колишній роз'їзд Прошова. Наступна станція на південь — Теребовля.

## Історія
Станцію почали будувати у 1895 році, а роботи з проведення колії, що пролягла через Березовицю проводились у 1896—1897 роках. Тоді побудували двірець, на першому поверсі якого були зал очікування, каса, допоміжні приміщення, на другому — керівництво станції.
Офіційне відкриття залізничної лінії на Ходорів зі станцією Березовиця-Острів відкрито 25 січня 1897 року. Тоді було проведено тільки одну колію, яку польська влада розбудувала в 1928–1930 роках і розширила від переїзду до самої станції.

## Пасажирське сполучення
Станція щоденно приймає приміські дизель-поїзди:
- Тернопіль — Заліщики (дві пари);
- Тернопіль — Ходорів (дві пари);
- Тернопіль — Іване-Пусте (скасований, раніше курсували дві пари).

Через станцію прямує пасажирський поїзд «Гуцульщина» № 57/58 (колишній № 357/358) сполученням Київ — Рахів, проте зупинки на станції немає.